# شراب کهنه (مجموعه تلویزیونی)
شراب کهنه (اسپانیایی: Gran Reserva‎) یک مجموعۀ تلویزیونی ملودرام دلهره‌آور اسپانیایی است که در سال ۲۰۱۰ منتشر شد. ماجرای سریال دربارهٔ درگیری و دسیسه‌های دو خانواده شراب‌ساز در منطقه لاریوخای اسپانیا است.

## گزیدهٔ بازیگران
- امیلیو گوتیه‌رس کابا[۴][۵]
- آنخلا مولینا[۴][۶]
- پائولا اچه‌باریا[۴]
- تریستان اوجوا[۴]
- فرانسزگ گاریدو[۴]
- بلن فابرا[۴]
- آنخلا کرمونته[۴]
- لوسیا خیل[۴]
- کارلوس آلبارس-نووآ[۴]
- لوئیسا مارتین[۴]
- تائیس بلومه[۴]
- یون گونسالس[۴]
- اوناش اوگالده[۴]
- اورسولا کوربرو[۴]
- فرناندو آندیا[۴]
- گلوریا مونیوس[۴]
- ماریانا کوردرو